# Munkegårdsskolen
Munkegårdsskolen er en folkeskole i Dyssegård i Gentofte Kommune, tegnet af den danske arkitekt Arne Jacobsen og byggeriet afsluttet i 1957. Komplekset betragtes som et af Jacobsens vigtigste arkitektoniske værker.

## Udvidelse
I 1996 fik Munkegårdsskolen status som en fredet bygning. I 2001 præsenterede skolen planer for ændringer og udvidelser, men disse blev ikke accepteret som et resultat af dens status. Efter forhandlinger mellem Gentofte Kommune og Kulturministeriet blev der givet tilladelse til at opføre yderligere faciliteter under de eksisterende bygninger. Under opsyn af Dorte Mandrup startede arbejdet i januar 2006 og blev afsluttet i slutningen af 2009.